# Sofia Hvenfelt
Sofia Hvenfelt (* 23. April 1996 in Göteborg) ist eine schwedische Handballspielerin, die dem Kader der schwedischen Nationalmannschaft angehört.

## Karriere
Sofia Hvenfelt begann das Handballspielen bei Nödinge SK, bei dem sie anfangs auf der Position Linksaußen spielte. Hvenfelt wechselte in der A-Jugend zu Önnereds HK, wo sie zur Kreisläuferin umgeschult wurde. Nachdem Hvenfelt mit der Damenmannschaft von Önnereds in der Elitserien aufgelaufen war, wechselte sie im Jahre 2016 zum Ligakonkurrenten H 65 Höör. Mit Höör gewann sie 2017 die schwedische Meisterschaft und stand in der Saison 2016/17 im Finale des EHF Challenge Cups. Zur Saison 2020/21 wechselte sie zum dänischen Erstligisten København Håndbold. Ab dem Sommer 2023 stand sie beim deutschen Bundesligisten SG BBM Bietigheim unter Vertrag. Mit Bietigheim gewann sie 2024 die deutsche Meisterschaft. Im Sommer 2024 schloss sie sich mit der Profimannschaft der SG BBM Bietigheim dem Verein HB Ludwigsburg an. Mit Ludwigsburg gewann sie 2025 sowohl die deutsche Meisterschaft als auch den DHB-Pokal.
Hvenfelt lief für die schwedische Jugend- und Juniorinnennationalmannschaft auf. Mit diesen Auswahlmannschaften gewann sie die Goldmedaille bei der U-17-Europameisterschaft 2013, die Bronzemedaille bei den Olympischen Jugend-Sommerspielen 2014 sowie die Bronzemedaille bei der U-19-Europameisterschaft 2015. Am 21. März 2018 gab sie ihr Debüt für die schwedische Nationalmannschaft. Sie nahm mit Schweden an der Weltmeisterschaft 2023 teil und belegte den vierten Platz. Hvenfelt erzielte im Turnierverlauf 13 Treffer. Bei den Olympischen Spielen 2024 zog sich Hvenfelt im ersten Spiel eine Verletzung am Innenband eines Knies zu, die eine weitere Teilnahme am Turnier verhinderte.

## Sonstiges
Ihre Mutter Liselotte Hvenfelt gewann mit dem IK Sävehof im Jahre 1993 die schwedische Handballmeisterschaft. Ihr Vater Thomas Hvenfelt (geborener Thomas Andersson) gewann in den 1990er-Jahren mit der Fußballmannschaft von IFK Göteborg mehrmals die schwedische Meisterschaft.